# Acqueville (Calvados)
Acqueville era una comuna francesa, situada en el departamento de Calvados, de la región de Normandía. Desde el 1 de enero de 2019 es una comuna delegada de Cesny-les-Sources.

## Geografía
Está ubicada a 22 km al sur de Caen.

## Historia
El 1 de enero de 2019 pasó a ser una comuna delegada de la comuna nueva de Cesny-les-Sources al fusionarse con las comunas vecinas de Angoville,Cesny-Bois-Halbout, Placy y Tournebu.

## Demografía
| 184 | 146 | 144 | 170 | 211 | 178 | 161 | 186 | 189 |
| Para los censos de 1962 a 1999 la población legal corresponde a la población sin duplicidades (Fuente: INSEE [Consultar]) |     |     |     |     |     |     |     |     |